# ألكسندر أكيموف
ألكسندر فيودوروفيتش أكيموف (6 مايو 1953– 11 مايو 1986)، مهندس سوفيتي، كان مشرفًا على التحول الذي حدث في الوحدة رقم 4 لمفاعل تشيرنوبيل للطاقة النووية في 26 أبريل 1986 ليلة كارثة تشيرنوبيل.

## السيرة الشخصية
ولد ألكسندر أكيموف في 6 مايو 1953 في نوفوسيبيرسك، جمهورية روسيا الاتحادية الاشتراكية السوفيتية، الاتحاد السوفيتي. في عام 1976، تخرج من معهد هندسة الطاقة في موسكو، مع درجة متخصصة في هندسة التشغيل الآلي وعمليات الحرارة والطاقة. 
في سبتمبر 1979، بدأ حياته المهنية في محطة تشيرنوبيل للطاقة النووية. خلال سنواته الأولي في تشيرنوبيل، شغل منصب كبير مهندسي التوربينات ومشرف التحول لقاعة التوربينات. في 10 يوليو 1984 تم تعيين ألكسندر أكيموف في منصب المشرف على التحول في وحدة المفاعل 4.

## كارثة تشيرنوبيل
في ليلة 26 أبريل 1986، كان أكيموف في الخدمة كمشرف علي التحول لوحدة الطاقة الرابعة، ثم قام بتخفيض مستوي طاقة المفاعل، والتحضير لاختبار سلامة المخطط. فحدث مالم يكن متوقع، فقد كان تخفيض الطاقة مفاجئًا للغاية، مما وضع المفاعل في حالة «مسمومة» (تراكم 135Xe، وامتصاص نيوتروني قوي)، وجعل المفاعل معطلاً. رفع الطاقة بعد هذه النقطة يؤدي إلي وضع المفاعل في حالة يحتمل أن تكون خطرة. دون علم المشغلين، تم إغلاق التوربينات.
تم الانتهاء من الاختبار وتم الضغط على الزر AZ-5 لإغلاق المفاعل. تحتوي قضبان التحكم على مشرفين جرافيت لتسريع التفاعل، أما الجزء الآخر من القضبان فقد تم تصنيعه من البورون لتقليل التفاعل. أثناء إدخال القضبان، تعمل أطراف الجرافيت الخاصة بقضبان التحكم على تسريع التفاعل، مما يؤدي إلى تدفق نيوتروني في أسفل القلب. تسببت هذه الزيادة الإضافية في الطاقة في انفجار المفاعل. غمرت شبكات الاتصالات فجأة بالمكالمات والمعلومات. سمع أكيموف تقارير عن أضرار جسيمة في المفاعل، لكنه لم يصدق ذلك، ونتيجة لذلك نقل معلومات خاطئة عن حالة المفاعل لساعات بعده.
بعد علم أكيموف بمدى الحادث، عمل مع طاقمه في مبنى المفاعل حتى الصباح الباكر، في محاولة لضخ المياه في قلب المفاعل المكشوف. توفي أكيموف في 11 مايو 1986، بعد أسبوعين من الحادث، بسبب متلازمة الإشعاع الحادة، عن عمر يناهز 33 عامًا. وقبل وفاته، بينما كان بإمكانه الكلام، كرر: «لقد فعلت كل شيء بشكل صحيح. لا أفهم سبب حدوث ذلك.» في التحقيق الأول، تم إلقاء اللوم علية هو وزملاؤه. في وقت لاحق فقط تحول اللوم إلى مدير المصنع.

## الاعتراف به
في عام 2008، حصل أكيموف بعد وفاته على وسام الدرجة الثالثة للشجاعة من فيكتور يوشينكو رئيس أوكرانيا.
تم تصويره من قبل الممثل ألكسندر خوروشكو في مسلسل Zero Hour TV لعام 2004. قام بتصويره أليكس لوي في إنتاج بي بي سي في عام 2006، كارثة البقاء على قيد الحياة: كارثة تشيرنوبيل النووية وسام تروتون في 2019 المسلسل القصير لإتش بي أو تشيرنوبيل.

## وصلات خارجية
- الأبطال الثمانية لمفاعل تشيرنوبل.